# Vescomtat de Vallespir
El vescomtat de Vallespir, després vescomtat de Castellnou, fou una jurisdicció comtal del pagus de Vallespir al Rosselló. Els vescomtes van actuar al territori i van prendre el nom de vescomtes de Castellnou des del 1020. Abraçava el Tec alt i mitjà fins a Morellàs, la regió dels Aspres i la vall mitjana de la Tet.

## Història
El primer vescomte documentat és Ansemund el 941, senyor del castell de Cameles, que era propietari de nombrosos alous al Vallespir i al Rosselló. Casat amb Quíxol, el seu fill Sentil va fer edificar vers 990 el castell de Castellnou, dins de terme de l'antic castell de Cameles. El seu fill Guillem I, titulat encara vescomte de Vallespir el 1007, passarà a anomenar-se vescomte de Castellnou, tal com es documenta al seu testament (1020).
La família vescomtal va ser una de les més influents del Rosselló gràcies a la privatització del poder i la feudalització. Els successius vescomtes van tenir participar en la política mediterrània de la Corona d'Aragó durant els segles XIII i XIV. A finals de segle xiii, Arnau de Castellnou va ser mestre de l'Orde del Temple a Catalunya i Aragó, i el vescomte Guillem IV va ser seguidor del rei Pere el Gran, a qui va acompanyar al setge d'Alcoi, i va ser nomenat ambaixador davant del papa i després acompanyà el monarca en el desafiament de Bordeus. D'altra banda, diversos dels seus membres, pràcticament sempre amb el nom d'Udalgar, passant d'oncle a nebot, van ocupar càrrecs d'importància a la diòcesi d'Elna.
La formació del regne de Mallorca, al qual es va unir el Vallespir, i la preeminència dels Castellnou a la cort mallorquina va fer que s'allunyessin de Catalunya. Només el darrer comte, Jaspert V, en contra dels seus cosins, va prendre partit pel rei d'Aragó. Va morir el 1321, deixant diversos deutes i una única hereva, Sibil·la, amb la qual es va extingir el títol vescomtal, que va ser venut a Jaume III de Mallorca el 1336. El llinatge encara va continuar fins a final de segle.
El 1370, Berenguer de Castellnou, el darrer descendent del llinatge, va comprar la baronia, però la restituïa als Fenollet uns anys després. Els Fenollet van ostentar el títol de baró de Castellnou, com al segle xvi, la família Llupià, senyors (després marquesos) de Llupià.

## Llista de vescomtes de Vallespir o de Castellnou
- Ansemund
- Sentil
- Guillem I 991-1028 (primer vescomte de Castellnou)
- Jaspert I 1028-1066 (fill)
- Udalgar I 1066-1075 (fill)
- Guillem II 1075-1091 (germà)
- Guillem III 1091-1119 (nebot)
- Jaspert II 1119-1151 (fill)
- Guillem IV 1151-1164 (fill)
- Jaspert III 1164-1193 (fill)
- Guillem V 1193-1249 (fill)
- Jaspert IV 1249-1268 (fill)
- Guillem VI 1268-1284 (germà)
- Jaspert V 1284-1321 (fill)
- venda al vescomte de Narbona (1333)